# Goudí (Paphos)
Pour les articles homonymes, voir Goudí.
Goudí (grec moderne : Γουδί) est un village chypriote situé dans le district de Paphos et comptant plus de 204 habitants.